# Jean-Dominique-Christophe Aubine
Jean-Dominique-Christophe Aubine, nacido en 1888, fue un escultor francés. Premio de Roma 1922.

## Datos biográficos
Jean-Dominique-Christophe Aubine nació en Ajaccio, el 25 de septiembre de 1888.
Admitido en la École nationale supérieure des beaux-arts de París, en la sección de escultura, el 7 de mayo de 1907, era alumno de Jules Coutan ; también tuvo inclinación por la pintura y tuvo como profesor a Alphonse Moutte.
Recompensado con algunos premios y medallas , también en el Salón de los artistas franceses de 1914 donde obtuvo una mención de honor; se convirtió, ese mismo año, quinto candidato para el Premio de Roma de escultura.
La guerra interrumpió sus estudios ; mobilizado en el 2º regimiento de artillería de montaña siendo licenciado el año 1919 ; la Academia de Francia en Roma le concedió , ese mismo año, el segundo Gran Premio de Roma de escultura.
Jean Dominique Aubiné concursó tres veces consecutivas hasta 1922, cuando fue consagrado con la obtención del prestigioso Premio de Roma, con una escultura en bulto redondo de San Cristóbal. Dicha obra se conserva en depósito del fondo de esculturas de alumnos de la Academia y es propiedad del Estado francés. Gracias a la obtención del Premio pudo viajar a Roma y vivir en Villa Médici, pensionado, y asistiendo a las clases de la Academia de Francia en la capital italiana desde 1923 a 1926; en aquel momento dirigida por el escultor Denys Puech.
Falleció el año 1977 en Caracas, Venezuela.

## Obras
- San Cristóbal estatua de yeso en bulto redondo con la que el artista ganó en 1922, el primer premio de Roma; el santo está representado en el momento en que, una vez cruzado el río, pregunta al niño que acaba de llevar a la orilla opuesta, revelándose quién es. Se deposita en la Escuela Nacional de Bellas Artes de París.[4]

- Hombre y caballo

Homme et cheval- ; de hierro fundido producido por la fundición Durenne ;
- Monumento a los muertos de Ajaccio : inaugurado el 26 de mayo de 1926 es obra de Jean Dominique Aubin.[5]·[6]

- Estatua de la pradera

Statue dans la prairie.
- Estatua de Emmanuel Arène : en 1914, se formó un comité para construir, en Ajaccio, una estatua en memoria del senador Emmanuel Arène , fallecido en 1908 y la ejecución fue confiada a Aubin.[8]